# Poltava (1894)
El Poltava (Полтава en ruso) fue un acorazado pre-dreadnought, segunda unidad de tres de la clase Petropavlovsk; recibió su nombre en memoria de la batalla de Poltava. Fue construido por los nuevos Astilleros del Almirantazgo en San Petersburgo, siendo puesto en grada en 1892, botado en noviembre de 1894 y entrando en servicio en 1897 con destino en la base naval de Port Arthur. El buque, participó en la batalla del mar Amarillo en 1904, de la que consiguió escapar, aunque fue hundido más tarde durante el sitio de Port Arthur. Fue posteriormente reflotado y sirvió en la Armada Imperial japonesa con el nombre de Tango. En los inicios de la Primera Guerra Mundial, bombardeó las fortificaciones alemanas durante la batalla de Tsingtao. El gobierno japonés lo vendió en 1916 a Rusia, que en aquel momento era su aliado, siendo renombrado Chesma (Чесма), en memoria de la batalla de Chesma). En 1916, en ruta hacia el mar Blanco, se unió a una fuerza aliada que "convenció" al hasta entonces neutral gobierno griego sumido en la crisis llamada Noemvriana o Vísperas griegas en desmovilizar sus naves. Su tripulación se decantó por la causa bolchevique en octubre de 1917, pero no opuso ninguna resistencia, cuando tropas aliadas decidieron intervenir en la guerra civil rusa a principios de 1918 en la llamada campaña del norte de Rusia. En mal estado, el buque fue utilizado como prisión flotante. Abandonado por los británicos en 1919 cuando se retiraron, y posteriormente recapturado por los bolcheviques, fue desguazado en 1924.

## Descripción
El Poltava tenía una eslora de 114,6 m, una manga de 21,3 m y un calado de 8,6 m. Fue diseñado para desplazar 11 140 t; sin embargo, los cambios realizados durante su construcción derivaron en un sobrepeso, terminando por desplazar 11 700 t cuando estuvo terminado. El buque estaba impulsado por dos máquinas de vapor de triple expansión vertical, construidas por la firma británica Humphrys, Tennant and Dykes de Deptford ; cada eje motor, utilizaba el vapor generado por 14 calderas cilíndricas pirotubulares. Las máquinas desarrollaban 10 600 cv (7900 kW); estaban diseñados para alcanzar una velocidad máxima de 16 nudos (30 km / h; 18 mph), aunque, el Poltava alcanzó una velocidad de 16,29 nudos (30,17 km/h; 18,75 mph) durante sus pruebas de mar. Cargaba un máximo de 1070 t de carbón, que le permitían generar vapor durante 3750 millas náuticas (6940 km, 4320 millas) a una velocidad de 10 nudos (19 km/h; 12 mph). Su tripulación estaba formada por 26 - 27 oficiales y entre 605 y 625 hombres.
La batería principal de la nave consistía en cuatro cañones de 305 mm montados en dos torretas sobre la línea de crujía, una a proa y otra a popa de la superestructura. Estaban diseñados para disparar un proyectil cada 90 segundos, aunque en realidad, la cadencia real de fuego resultó ser la mitad. El armamento secundario consistía en doce cañones de tiro rápido (QF) sistema Canet de 152 mm. éstos con cuatro torretas dobles para los ocho cañones dispuestas en los cuatro ángulos del reducto central, más otras cuatro piezas en casamatas en batería. Se instalaron armas más pequeñas para la defensa contra torpederos; una docena de cañones Hotchkiss QF de 3 libras de 47 mm y veintiocho cañones de 37 mm. También estaba armado con tubos lanzatorpedos, cuatro de 381 mm por encima del agua y dos de 457 mm con los tubos sumergidos, todos montados en los costados; llevaba asimismo 50 minas que se utilizaban para su defensa mientras estaba anclado.
EL Poltava fue el primer buque de guerra ruso en utilizar el blindaje cementado Krupp. El blindaje de su línea de flotación oscilaba entre los 254 y 368 mm de espesor. En sus torretas principales tenía un espesor máximo de 254 mm y sus torretas secundarias estaban protegidas por 127 mm. El blindaje protector de acero al níquel de sus cubiertas variaba entre los 51 y 76 mm de espesor y los costados de su torre de mando tenían 229 mm de espesor.

## Construcción y servicio
El Poltava recibía su nombre en honor a la victoria obtenida en 1709 en la batalla de Poltava , cuando Pedro el Grande derrotó al rey Carlos XII de Suecia. Su construcción ser vio retrasada por la escasez de trabajadores cualificados, cambios en el diseño y la tardía entrega del armamento principal, su quilla fue puesta en grada el 19 de mayo de 1892 en el astillero Galernii Island y botado el 6 de noviembre de 1894. Sus ensayos duraron desde 1898 hasta 1899, para más tarde ser asignado brevemente a la Flota del Báltico . Junto con su gemelo Sebastopol, al Poltava se le instaló un equipo de TSH en septiembre de 1900, siendo los primeros buques de la Armada Imperial rusa en llevarlo. El 15 de octubre los dos acorazados zarparon hacia Port Arthur; más tarde tuvieron que descargar gran parte de sus municiones, carbón y otras vituallas para reducir lo suficiente su calado para pasar por el canal de Suez. El Poltava llegó a Port Arthur el 12 de abril de 1901, un día antes que su gemelo.

### Batalla de Port Arthur
Después de la victoria del Japón en la primera guerra sino-japonesa de 1894-1895, Rusia y Japón tenían ambiciones para el control de Manchuria y Corea, que causaron problemas entre ellos de forma natural. Otro tema fue el retraso de Rusia en retirar sus tropas de Manchuria en octubre de 1903 como se había prometido. Japón había comenzado las negociaciones para reducir las tensiones en 1901, pero el gobierno ruso era lento e incierto en sus respuestas, ya que aún no había decidido exactamente cómo resolver los problemas. Japón interpretó esto como prevaricación deliberada destinada a ganar tiempo para completar los programas de armamento ruso. El punto final fue la noticia de las concesiones a madereras rusas en el norte de Corea y la negativa de Rusia a reconocer los intereses japoneses en Manchuria sin dejar de imponer condiciones sobre las actividades japonesas en Corea. Esto conllevó a que el gobierno japonés decidiera en diciembre de 1903 que la guerra era ya inevitable. El Escuadrón del Pacífico comenzó a fondear en el puerto exterior por la noche cuando las tensiones con Japón se incrementaron, con el fin de reaccionar más rápidamente ante cualquier intento japonés de desembarcar tropas en Corea.
En la noche del 8 al 9 de febrero de 1904, la Armada japonesa lanzó un ataque sorpresa contra la flota rusa en Port Arthur. El Poltava no fue alcanzado en el ataque inicial realizado por lanchas torpederas y zarpo a la mañana siguiente, cuando la Flota Combinada, comandada por el vicealmirante Tōgō Heihachirō, atacó. Los barcos japoneses fueron avistados por el crucero protegido Boyarin , que estaba patrullando en alta mar y alertó a los defensas rusas. Tōgō optó por atacar las defensas costeras rusas con su armamento principal y a los buques rusos con sus armas secundarias. Dividiendo su fuego resultó ser una mala decisión, ya que los cañones japoneses de 203 mm y 152 mm infligieron pocos daños en las naves rusas, que concentran todo su fuego contra los barcos japoneses con algún efecto. El Poltava fue alcanzado varias veces, resultando con daños menores y solo tres hombres heridos; durante este combate el acorazado disparó 12 obuses de 305 mm y 55 de 152 mm durante la batalla.
El Poltava participó en la acción del 13 de abril, cuando Tōgō atrajo con éxito a una parte de la escuadra, incluyendo al buque gemelo e insignia Petropavlovsk con el almirante Stepán Makárov  comandante de la Escuadra del Pacífico a bordo. Cuando Makarov vio los cinco barcos de guerra japoneses, se dio la vuelta hacia Port Arthur, lo que le llegó a un campo de minas colocadas por los japoneses la noche anterior. El barco se hundió en menos de dos minutos, falleciendo Makárov.
El contraalmirante Wilgelm Vitgeft convertido en el nuevo comandante de la Primera Escuadrilla del Pacífico llevó un poco entusiasta intento de llegar a Vladivostok el 23 de junio; interceptado por la Flota Combinada, regresó a Port Arthur. El Poltava, junto con cruceros y destructores, zarparon para bombardear las posiciones de defensa costera japonesa el 9 de julio y mantuvieron breves escaramuzas con los barcos japoneses que le interceptaron. Durante el verano se le retiraron parte de sus cañones de 47 mm y 37 mm, que fueron usados para reforzar las defensas del puerto.

### Batalla del Mar Amarillo
El 10 de agosto el Ejército Imperial japonés, que había estado avanzando lentamente al sur de Port Arthur, comenzó el asalto a las defensas exteriores de la ciudad. Con su base ahora directamente bajo ataque, el Primer Escuadrón del Pacífico zarpó por la mañana, alrededor de las 7:00, en un intento de escapar a Vladivostok. La flota japonesa interceptó a los barcos rusos a las 12:55 en lo que se convirtió en la batalla del Mar Amarillo.
El Poltava era el sexto en la columna de barcos rusos cuando los japoneses los avistaron, y desde su posición comenzó a bombardear al Asahi en torno a las 14:45. El acorazado Mikasa , buque insignia japonés, realizó varios disparos que impactaron en el Poltava; a su vez los rusos consiguieron varios impactos en el Mikasa. El Poltava también anotó un impacto en el crucero acorazado Nisshin . Debido a los daños recibidos en el Mikasa, la flota japonesa interrumpió el combate alrededor de las 15:20 y se volvió hacia estribor. A las 17:35 el Mikasa y otros tres acorazados abrieron fuego contra el Poltava y tres cruceros acorazados, pero problemas con las municiones de 305 mm obligaron a los acorazados japoneses a romper el contacto. Regresaron a las 18:30, y el Shikishima y Asahi dispararon sobre el Poltava. A medida que la flota rusa comenzó a escapársele de las manos, dos proyectiles de 12 pulgadas del Asahi penetraron la torre de mando del buque insignia ruso Tsesarevich, matando a Vitgeft y al timonel, hiriendo gravemente al capitán, y atascó el timón. La avería hizo virar bruscamente al barco 12.º Pensando que se trataba de una maniobra planeada por Vitgeft, la línea rusa comenzó a ejecutar el mismo turno, haciendo que todos los barcos directamente detrás del Tsesarevich, incluyendo el Poltava, maniobraran violentamente para evitar golpear al buque insignia. El contralmirante príncipe Pavel Ukhtomsky, segundo en mando de la escuadra, ordenó a los otros barcos rusos volver a Port Arthur. Las banderas de señales fueron reconocidas solo gradualmente por el Pobeda, Sebastopol, Pallada y Poltava. El Poltava fue alcanzado por entre 12 a 14 proyectiles de gran calibre durante la batalla que inutilizó a cinco de sus cañones de 152 mm, así como matando a 12 tripulantes e hiriendo a 43. El Poltava junto con los acorazados Tsesarevich y Peresvet, sufrieron impactos en la línea de flotación que afectaron su capacidad de maniobra.

### Sitio de Port Arthur

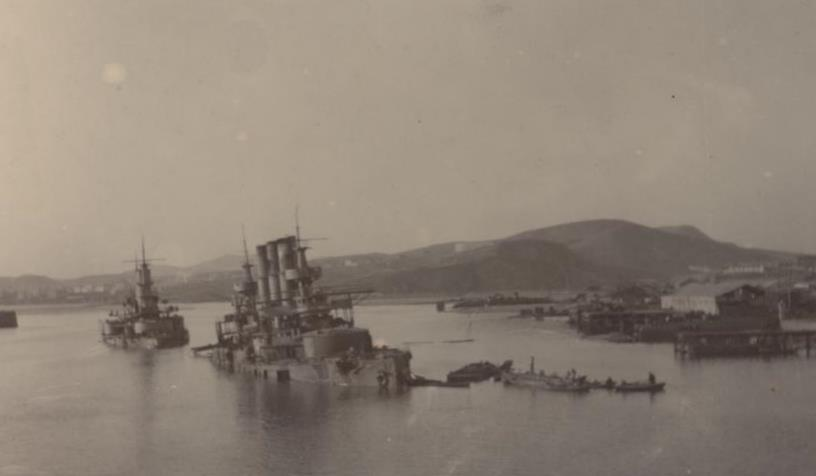
Acorazados Poltava (izq.) y Retvizan hundidos en la rada de Port Arthur, fotografiados el 4 de enero de 1905

El 11 de agosto, la escuadra rusa encontró la ciudad en estado de sitio por el Tercer Ejército japonés liderado por el barón Nogi Maresuke. El Poltava fue alcanzado el 18 de agosto por cuatro disparos de 120 mm disparados por una batería, que hirió a seis hombres. El nuevo comandante del escuadrón, el contraalmirante Robert N. Viren, ordenó para el refuerzo de las defensas de tierra dentro del puerto que se desmontaron más armas, así como se enviaron miembros de la dotación a tierra para servir dichas piezas. En septiembre el Poltava había "perdido" un total de tres piezas de 152 mm, cuatro de 47 mm y veintiséis de 37 mm. Ese mismo mes, comenzó a bombardear las posiciones japonesas; hasta noviembre disparó ciento diez proyectiles de 305 mm y un número desconocido de 152 mm.
En octubre, con el avance del Tercer Ejército japonés se comenzó a bombardear el puerto con obuses de asedio de 280 mm, que disparando al azar, impactaron al Poltava dos veces el 7 de octubre. El 5 de diciembre los japoneses capturaron la cota 203, una posición crucial que daba al puerto y que les permitió dirigir su artillería contra los barcos rusos. El Poltava fue impactado ese mismo día por cinco proyectiles, tres de los cuales penetraron en la cubierta. Uno dio en una sala de torpedos, y otro en el almacén de munición de 47 mm de popa. Eso comenzó un fuego que no se pudo sofocar debido a que el sistema de inundación había sido dañado previamente y al final encendió cargas de propulsión de 305 mm en una santabarbara adyacente. Una media hora después del impacto, hubo una explosión que hizo un agujero en la parte inferior de la nave, lo que la hizo hundirse 45 minutos más tarde en aguas poco profundas.

### En la Armada Imperial Japonesa (Tango)

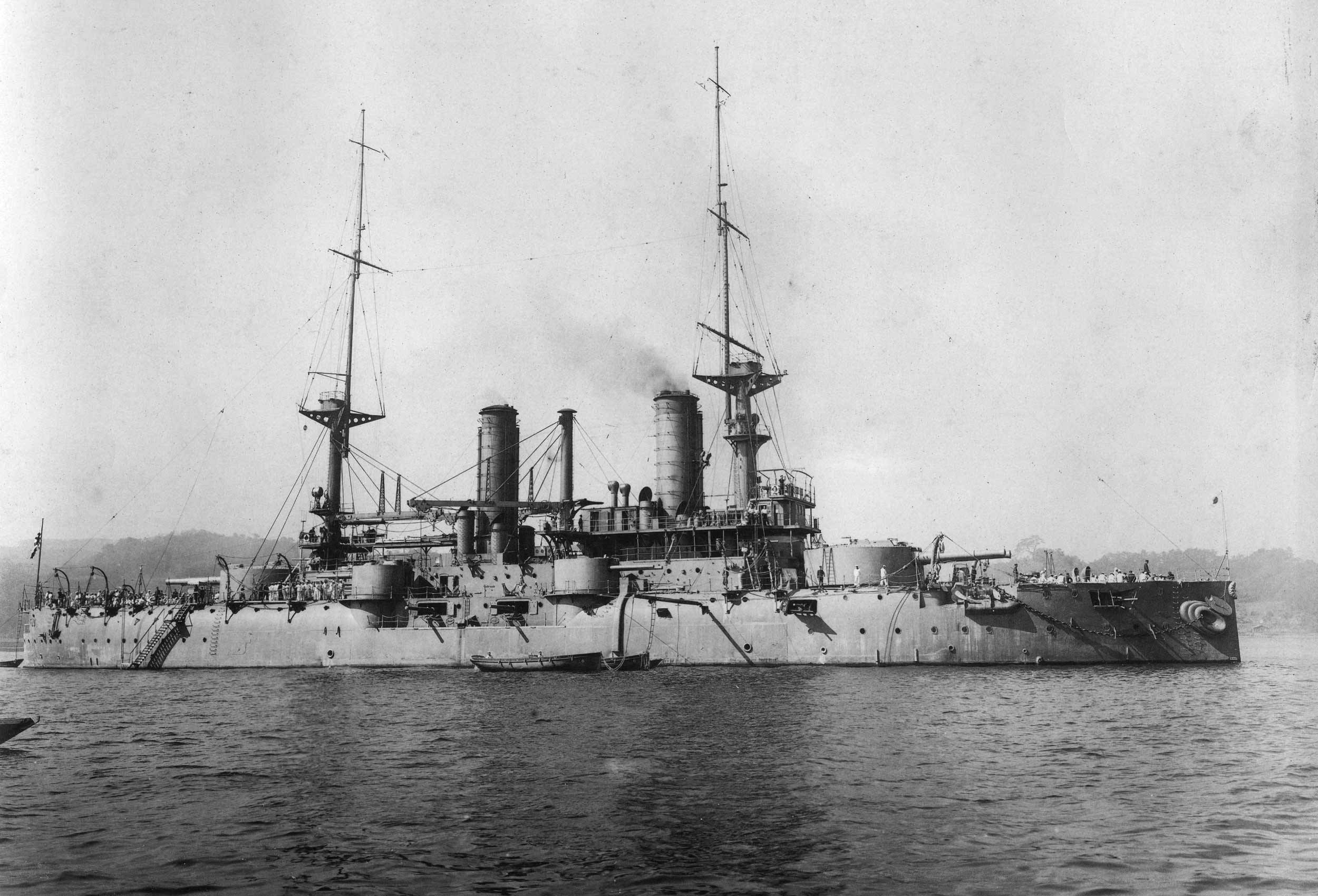
Buque de defensa costera de 1.ª clase Tango

Después de la capitulación de Port Arthur el 3 de enero de 1905, los ingenieros japoneses reflotaron el Poltava el 22 de julio, y fue comisionado como Tango un mes más tarde, tomando su nombre de la antigua provincia japonesa de Tango, ahora una parte de la Prefectura de Kioto. Clasificado en un principio como acorazado de 1.ª clase, zarpó hacia el Arsenal Naval de Maizuru dos días más tarde, adonde llegó el 29 de agosto. Excepto para participar en la revista de los buques capturados el 23 de octubre de 1905, permaneció allí en reparación hasta noviembre de 1907. El Tango entonces, navegó hasta el Arsenal Naval de Yokosuka para completar su equipamiento.
La Armada Imperial Japonesa hizo varios cambios a la nave mientras la reparaban. Se eliminaron los reductos instalados en las cofas y sus calderas fueron reemplazados por 16 calderas acuotubulares  Miyabara. Conservó sus cañones principales, pero sus torretas fueron reemplazadas por otras construidas en Japón; su armamento secundario fue sustituido por armas de construcción japonesa y su armamento ligero se cambió a diez QF de 12 libras 12 quintales (76,2 mm) y cuatro de 37 mm. Cuatro tubos lanzatorpedos de 457 mm sustituyeron su armamento de torpedos originales. Su tripulación estaba formada por 668 oficiales y tripulantes.

### Retorno a la armada rusa
En 1916 el gobierno ruso decidió reforzar su fuerza naval aparte del Báltico y el mar Negro. Dado que Japón y Rusia estaban aliados durante la guerra, el gobierno japonés vendió el Tango y otros buques de guerra ex-rusos en marzo. El buque llegó a Vladivostok, el 2 de abril y fue entregado a los rusos el 3 o 4 de abril. Su antiguo nombre había sido dado al nuevo acorazado dreadnought Poltava, por lo tanto pasó a llamarse Chesma, zarpando de Vladivostok el 2 de julio y llegando a Port Said, Egipto, el 19 de septiembre.

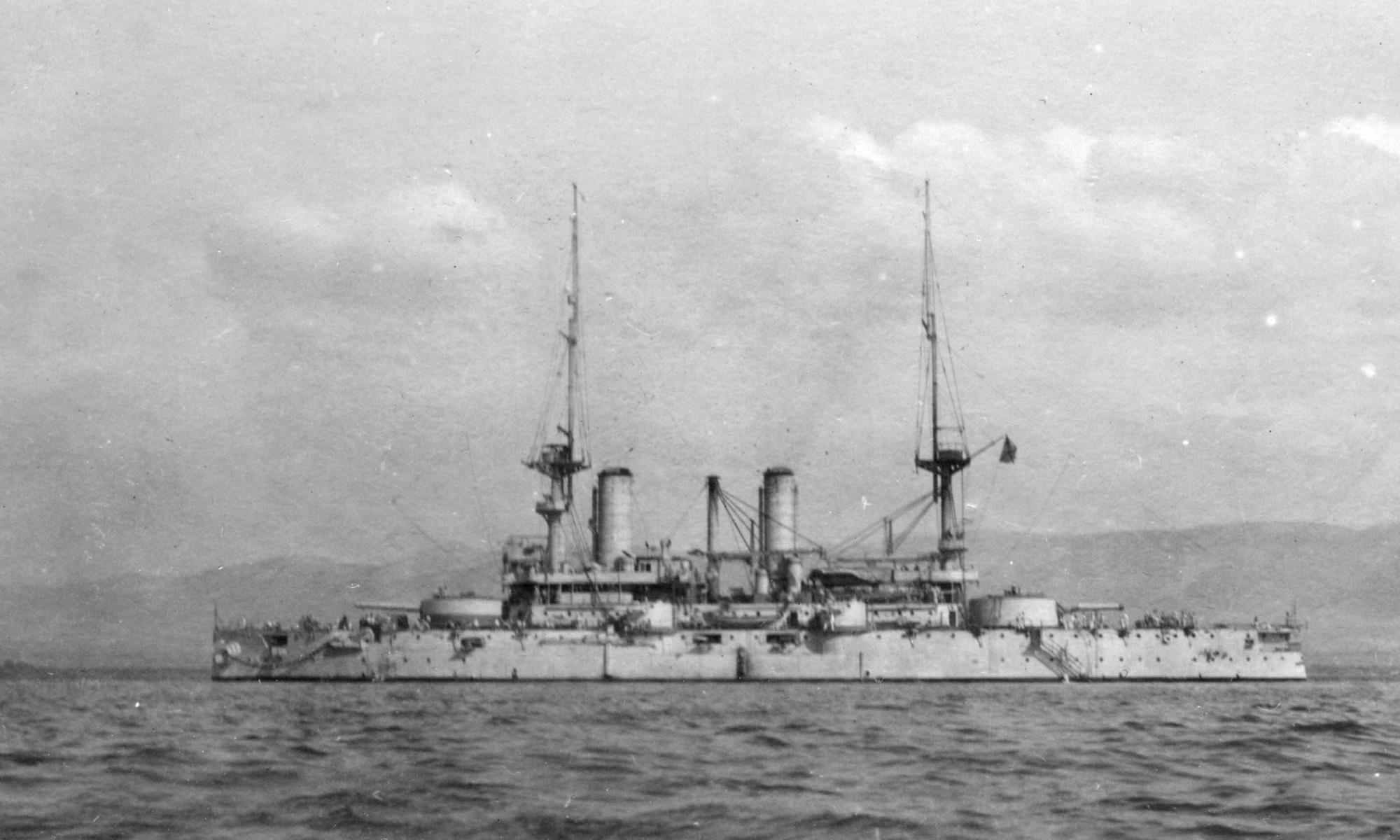
El Chesma en el Mediterráneo en 1916

El Chesma se unió a la flota aliada en Salamina exigiendo el desarme de la flota griega; más tarde ese mes después de que los griegos llegaron a acuerdos para satisfacer las demandas de los aliados, zarpó hacia Inglaterra. Su maquinaria fue reacondicionada en Birkenhead por los astilleros Cammell Laird, comenzando los trabajos el 5 de diciembre; se quitaron los cañones de 152 mm de la cubierta principal, a cambio recibió cuatro cañones antiaéreos montados en su superestructura. Llegó a Aleksandrovsk, un puerto en la región de Murmansk. El 16 de enero de 1917 la situación política se volvió muy confusa y con la revolución de febrero, poco después de su llegada fue asignado a la Flota del Mar Blanco, el 3 de febrero. Su tripulación se declaró a favor de los bolcheviques en octubre, pero no hizo ningún esfuerzo para interferir en el desembarco aliado en Murmansk en marzo de 1918. A pesar de que al barco se le consideró "en condiciones de navegar" por los británicos que poco después, se apoderaron del buque, fue únicamente utilizado como prisión flotante en abril de 1919 para albergar a 40 presos bolcheviques. Después de que los británicos se retiraran, el barco quedó abandonado y fue capturado por el Ejército Rojo en marzo de 1920 y se lo incorporó a la Flotilla Militar bolchevique Mar Blanco el 24 de abril. Ya sin ningún valor militar, se le envió hacia el puerto de Arcángel el 16 de junio de 1921 y fue eliminado de la lista de buques de guerra el 3 de julio de 1924, después de lo cual fue desguazado.